# 晋 (春秋)
晋（しん、紀元前11世紀 - 紀元前376年）は、現在の中国山西省に西周代、春秋時代にわたって存在した国家である。始めは唐と呼ばれていたが、後に晋と改める。首府は翼、後に曲沃の分家が翼の宗家に取って代わった際に名を改め、絳と呼ばれるようになった。

## 歴史

### 晋の成立
周の成王が弟の虞と庭の木の枝を使って「これを以てお前を封じよう」と封建の儀式の真似事をして遊んでいた。成王が宮殿に帰ると宰相の尹佚から「虞殿下をどこへ封じましょうか？」と問われた。成王は驚いて、「私はあれと遊んでいただけだ」と答えるが宰相は「『天子に戯言無し』です。王の発した言葉は覆す事はできないのです」と答えた。周公旦が反乱を起こした唐を征伐して、これを滅ぼしたので、かわって虞を唐に封じ、唐叔虞とした。虞の子の燮のときに汾水の支流である晋水にちなんで国名を晋とした。

### 内紛と覇者文公

紀元前5世紀の晋

11代昭侯の時に、昭侯の叔父の成師が曲沃を与えられて分家し、死後桓叔と呼ばれた。桓叔は善政を行ったので曲沃は栄え、首都よりも大きくなった。その後、翼の本家と曲沃との間で争いが続き、桓叔の孫の武公のときに翼の晋侯緡を滅ぼし、主家に取って代わった。
武公の子の献公のときに、献公の寵姫である驪姫が自らの息子を跡継ぎにしようと画策（驪姫（りき）の乱）したため、太子の申生は自殺を強いられ、公子の重耳と夷吾は国外に逃亡した。驪姫の息子以外の公子はほとんど殺され、また驪姫も息子と共に反対派に殺された。その後、諸国を放浪していた重耳が戻り晋公（文公）となると、周室の内乱を治めたり城濮の戦い（紀元前632年）で楚を破るなど、権勢を強めて中原の覇者となり、最盛期を迎えた晋が天下を経営した。
景公のときには邲の戦い（紀元前597年）で楚に大敗を喫し、天下の覇権が楚へと移った。敗戦の責任問題に端を発する内紛で公族の数が激減し、他国と比べて公族の力が弱体化していた中で側近政治が試みられ、狄を滅ぼすなど、徐々に大夫の影響力が増大した。厲公のときに鄢陵の戦い（紀元前575年）の勝利で楚から天下の覇権を取り戻したが、厲公の強引さが反発を生んで殺害され（紀元前573年）、悼公が周から迎えられた時には臣下に対して決定的な力を持たなくなった。悼公自身は名君だったので初めは目立たなかったが、晋の公室は、大夫たちの勢力が均衡した状況で辛うじて身分を保障される存在になっていった。頃公のときに晋の公族系の祁氏や羊舌氏、および欒氏・郤氏・先氏の各氏を滅ぼすことによって、六卿（後述）が決定的な力を持つようになった。

### 趙・魏・韓の独立と晋の滅亡

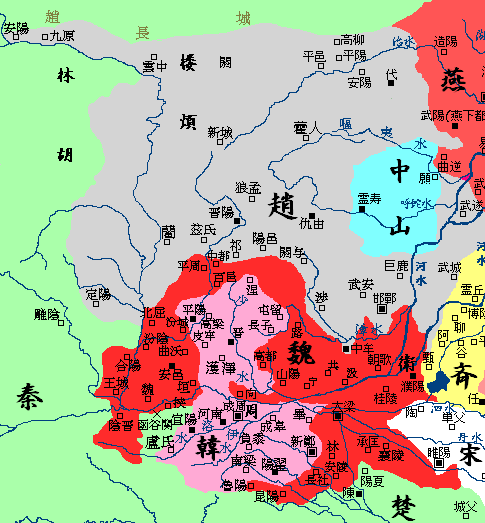
三晋地図

春秋末期、晋は事実上、范氏・智氏・中行氏・趙氏・魏氏・韓氏の4氏6家系により支配されるようになり、他の有力大夫を排除して六卿を世襲するようになっていた。定公のとき（紀元前490年）に范氏・中行氏が亡んだ際、二氏の旧領のうち二都市を趙氏が得た他はほとんどの領地が一旦は晋公の直轄となったものの、残りの四氏の権勢は衰えなかった。後に出公のときに范氏・中行氏の旧領を四氏が分割しようとしたため、これに怒った出公が斉や魯と同盟して四氏を討とうとした（紀元前458年）ものの失敗し、出公は斉への亡命の途上で死去した。これで晋室は全く力を失った一方、四氏のうちでは智氏が最も強大となった。紀元前454年、智氏の当主だった智瑶は魏氏・韓氏を引き連れて、趙氏を滅ぼそうとした。趙氏の当主の趙無恤は、魏氏の魏駒と韓氏の韓虎に「智氏は強欲なので私が滅ぼされた後は貴方達の番だ」と寝返りを促し、これに成功する。紀元前453年、三家に攻められた智氏は滅亡し、晋の領土を趙・魏・韓の三者が分け合い、それぞれ独立した（晋陽の戦い）。晋は曲沃と絳の2都市を中心とするわずかな領土を確保したが、三氏をおそれて晋公の方が逆に三氏に入朝し、哀公以下5代に渡って存続した。紀元前403年、周の威烈王によって趙・魏・韓の三氏が諸侯に列せられたため、晋の公室と三家はこの時点で名目上の君臣関係ですらなくなった（実際の三氏は諸侯になった後もしばらくの間はなお晋の家臣としての称号も自称していた）。紀元前376年、魏・韓の連合軍が晋に侵攻した。この時晋は難攻不落で攻撃軍はかなり手間取ったが最終的には陥落し、最後の君主の静公が城を出て庶民となり晋は滅亡した。なお、趙・魏・韓の三国を三晋と呼ぶ。また魏を単独で晋と呼ぶこともある。

## 政治・軍制
晋は三軍を持ち、それぞれの将軍・副将は卿が就任する。この6人の大臣を六卿と呼んだ。一軍の兵員数は12,500である。
- 中軍の将（第一位）、中軍の佐（第二位）
- 上軍の将（第三位）、上軍の佐（第四位）
- 下軍の将（第五位）、下軍の佐（第六位）

という序列となる。中上下をあわせて三軍といい、周の制度下において大国が持てる最大の軍であった。一時期、新たに三軍を作り六軍としたことがあったが、すぐに元に戻った。中軍の将に就くということは、卿の筆頭である正卿（宰相）になることと同義である（「正卿」と「中軍の将」が同義という訳ではない）。

## 晋の歴代君主
1. 唐叔虞
2. 晋侯燮
3. 武侯
4. 成侯
5. 厲侯
6. 靖侯
7. 釐侯
8. 献侯
9. 穆侯
10. 殤叔
11. 文侯
  - 桓叔…曲沃へ分家
  - 荘伯
  - 武公
12. 昭侯
13. 孝侯
14. 鄂侯
15. 哀侯
16. 小子侯
17. 晋侯緡…曲沃の武公に殺される
18. 武公…晋本家に取って代わる
19. 献公
20. 奚斉
21. 卓子
22. 恵公
23. 懐公
24. 文公
25. 襄公
26. 霊公
27. 成公
28. 景公
29. 厲公
30. 悼公
31. 平公
32. 昭公
33. 頃公
34. 定公
35. 出公
36. 哀公
37. 幽公
38. 烈公
39. 孝公
40. 静公…晋の三侯に滅ぼされる